# Marc Neller
Marc Neller (* 1973) ist ein deutscher Journalist und Reporter.

## Leben
Neller hat an der Otto-Friedrich-Universität in Bamberg Germanistik, Journalistik und Psychologie studiert und mit einem Diplom abgeschlossen. Er volontierte bei der Thüringer Allgemeinen in Erfurt und arbeitete anschließend mehrere Jahre beim Tagesspiegel (2004 bis 2008) und beim Handelsblatt (2008 bis 2010), bevor er im November 2010 in das damals neu gegründete Investigativ-Ressort der Welt-Gruppe wechselte. Im Juli 2014 wurde er Reporter und Verantwortlicher Redakteur des Ressorts Titelthema der Welt am Sonntag und schrieb und betreute mehrseitige Reportagen und Magazin-Geschichten. Nachdem er zwischenzeitlich ins Wirtschaftsressort der Zeitung gewechselt war, übernahm er Anfang 2022 die Leitung des Ressorts Titelthema. Seit seinem Wechsel zum Stern (gehört zu RTL Deutschland) im September 2023 leitet Neller das Ressort Recherche und ist dort als Autor und Koordinator für Schwerpunktthemen zuständig. Vor allem für Recherchen, die großformatig im Heft und online, als Dokumentationen auf RTL und als Podcast veröffentlicht werden.

## Investigativjournalismus & Reportagen
Neller hat Anfang der 2010er-Jahre unter anderem gemeinsam mit seinem Kollegen Uwe Müller mit mehreren Enthüllungsgeschichten wesentlich zur Aufdeckung der Affäre um den Chef der Fernsehunterhaltung des Mitteldeutschen Rundfunks, Udo Foht, beigetragen, den das Landgericht Leipzig im Frühjahr 2023 in einem Betrugsprozess zu einer Bewährungsstrafe verurteilte. Vor allem aber hat Neller sich mit großen, aufwendig recherchierten Reportagen und Dokumentationen einen Namen gemacht, für die er vielfach ausgezeichnet wurde. Diese Texte handeln beispielsweise vom fraglichen Nutzen exorbitant teurer Krebsmedikamente, der Macht der Lobbyisten der Nahrungsmittelindustrie oder einer Hightechmaschine für Computerchips, die im Zentrum eines Streits der Weltmächte USA und China steht. Für eine kriminalromanhaft erzählte Titelgeschichte in der Welt am Sonntag („Der Code des Bösen“) erhielt Neller 2017 den Theodor-Wolff-Preis.
Seit seinem Wechsel zum Stern koordinierte und schrieb er Titelgeschichten und crossmediale Recherchen mit, die bundesweit Aufsehen erregten: so etwa über Missstände beim amerikanischen Autobauer Tesla und in der Berliner Charité oder die Reichsbürger-Gruppe um Heinrich XIII. Prinz Reuß, deren mutmaßliche Mitglieder seit April 2024 in einem der größten Terrorprozesse der Bundesrepublik Deutschland vor Gericht stehen. Im November 2024 erschien ein großer Report über eine unheimliche Unfallserie von Tauchschiffen auf dem Roten Meer. Nur Tage später sank erneut ein solches Boot – von eben jenem Betreiber, dessen Fall Neller mit Reporterin Tina Kaiser in einer mehrmonatigen Recherche rekonstruiert hatte. Mehrere Taucher starben.
Das Global Investigative Journalism Network kürte die Recherche zu „Inside Tesla“ zu den besten des Jahres 2023.

## Auszeichnungen (Auswahl)
Für seine Reportagen erhielt Neller zahlreiche Journalistenpreise und Nominierungen. Er stand auch wiederholt auf der Shortlist des Henri-Nannen-Preises.
- Aachen Münchner Medienpreis, 2007. „Absturzgefahr“, Der Tagesspiegel[20]
- J. Henry Schroder Award, 2007. „Absturzgefahr“, Der Tagesspiegel[21]
- Ernst-Schneider-Preis, 2008. „Absturzgefahr“, Der Tagesspiegel[22]
- Regino-Preis für herausragende Justizberichterstattung, 2010. „Kleines Haus, großer Kampf“, Welt am Sonntag[23]
- Deutscher Sozialpreis, 2011. „Die Wegwerfmädchen“ (mit Jörg Eigendorf, Uwe Müller und Lucas Wiegelmann), Welt am Sonntag[24]
- Journalistenpreis des Weißen Rings, 2011. „Die Wegwerfmädchen“ (mit Jörg Eigendorf, Uwe Müller und Lucas Wiegelmann), Welt am Sonntag[25]
- Expopharm Medienpreis, 2014. „Das Geschäft mit der Hoffnung“, Welt am Sonntag[26]
- Herbert Quandt Medien-Preis, 2017. „Der Code des Bösen“, Welt am Sonntag[27]
- Theodor-Wolff-Preis, 2017. „Der Code des Bösen“, Welt am Sonntag[28]
- Deutscher Reporterpreis, 2018. „Die Zuckerkrieger“, Welt am Sonntag[29]
- Deutscher Journalistenpreis (djp), 2020. „Die Reparatur der Ozeane“ (mit Tina Kaiser), Welt am Sonntag[30]
- Deutscher Journalistenpreis (djp), 2022. „Die Herren des Lichts“ (mit Benedikt Fuest), Welt am Sonntag[31]
- Deutscher Reporterpreis, 2022. „Sie waren Helden“, Welt am Sonntag[32]
- Herbert Quandt Medien-Preis, 2023. „Die Herren des Lichts“ (mit Benedikt Fuest), Welt am Sonntag[33]
- Journalist des Jahres (Kategorie Team), 2023. Tesla-Recherchen[34], stern/RTL
- Deutscher Journalistenpreis (djp), 2024. „Außer Kontrolle“ (mit Team), stern[35]
- Otto Brenner Preis, 2024. Inside Tesla (mit Team), stern/RTL[36]
- Helmut Schmidt Preis, 2024. Inside Tesla (mit Team), stern/RTL[37]
- Journalist des Jahres (Kategorie Team) 2024, Recherchen zu Reichsbürgern und Charité, stern/RTL[38]